# Premio Oliver E. Buckley de Materia Condensada
El Premio Oliver E. Buckley de Materia Condensada es un premio anual otorgado por la Sociedad Física Americana "para reconocer y alentar contribuciones a la Física de la materia condensada teórica o experimental". Es otorgado por los Laboratorios Bell AT&T como un medio de reconocer la labor científica pendiente. El premio lleva el nombre en honor de Oliver E. Buckley, expresidente de Laboratorios Bell.
El premio se concede normalmente a una persona, pero puede ser compartido si varios destinatarios han contribuido a los mismos logros. Las nominaciones están activas durante tres años. El premio fue dotado en 1952 y concedido por primera vez en 1953.

## Lista de galardonados
- 2020   Pablo Jarillo-Herrero.[1]
- 2019   Alexei L. Efros, Boris I. Shklovskii y Elihu Abrahams
- 2018   Paul Chaikin
- 2017   Alexei Kitaev y Xiao-Gang Wen
- 2016   Eli Yablonovitch
- 2015 	Aharon Kapitulnik, Allen Goldman, Arthur Hebard y Matthew P. A. Fisher
- 2014 	Philip Kim
- 2013 	John Slonczewski y Luc Berger
- 2012   Charles L. Kane, Laurens W. Molenkamp y Shoucheng Zhang
- 2011   Juan Carlos Campuzano y Zhi-Xun Shen
- 2010   Alan Mackay, Dov Levine y Paul Steinhardt
- 2009   Jagadeesh Moodera, Paul Tedrow, Robert Meservey y Terunobu Miyazaki
- 2008   Mildred Dresselhaus
- 2007   James P. Eisenstein, Steven M. Girvin y Allan H. MacDonald
- 2006	Noel A. Clark y Robert Meyer
- 2005	David Awschalom, Myriam Sarachik y Gabriel Aeppli
- 2004	Tom C. Lubensky y David R. Nelson
- 2003	Boris Altshuler
- 2002	Jainendra Jain, Nicholas Read y Robert Willett
- 2001	Alan Harold Luther y Victor John Emery
- 2000	Gerald. J. Dolan, Theodore. A. Fulton y Marc A. Kastner
- 1999	Sidney R. Nagel
- 1998	Dale J. van Harlingen, Donald M. Ginsberg, John R. Kirtley y Chang C. Tsuei
- 1997	James S. Langer
- 1996	Charles Pence Slichter
- 1995	Rolf Landauer
- 1994	Aron Pinczuk
- 1993	Duncan Haldane
- 1992	Richard A. Webb
- 1991	Patrick A. Lee
- 1990	David Edwards
- 1989	Hellmut Fritzsche
- 1988	Frank F. Fang, Alan B. Fowler y Phillip J. Stiles
- 1987	Robert J. Birgeneau
- 1986	Robert B. Laughlin
- 1985	Robert O. Pohl
- 1984	Daniel C. Tsui, Horst L. Stormer y A. C. Gossard
- 1983	Alan J. Heeger
- 1982	Bertrand I. Halperin
- 1981	David M. Lee, Robert C. Richardson y Douglas D. Osheroff
- 1980	Dean E. Eastman y William E. Spicer
- 1979	Marvin L. Cohen
- 1978	George D. Watkins
- 1977	Leo P. Kadanoff
- 1976	George Feher
- 1975	Albert W. Overhauser
- 1974	Michael Tinkham
- 1973	Gen Shirane
- 1972	James C. Phillips
- 1971	Erwin Hahn
- 1970	T. H. Geballe y B. T. Matthias
- 1969	J. J. Hopfield y D. G. Thomas
- 1968	J. Robert Schrieffer
- 1967	Harry G. Drickamer
- 1966	Theodore H. Maiman
- 1965	Ivar Giaever
- 1964	Philip W. Anderson
- 1963	William M. Fairbank
- 1962	Bertram N. Brockhouse
- 1961	Walter Kohn
- 1960	Benjamin Lax
- 1959	Conyers Herring
- 1958	Nicolaas Bloembergen
- 1957	Charles Kittel
- 1956	Clifford G. Shull
- 1955	LeRoy Apker
- 1954	John Bardeen
- 1953	William Shockley